# Catatia
Catatia là một chi thực vật có hoa trong họ Cúc (Asteraceae).

## Loài
Chi Catatia gồm các loài: